# Leon Sametini
Leon Sametini (* 16. März 1886 in Rotterdam; † 20. August 1944 in Chicago, Illinois, USA) war ein US-amerikanischer Geiger und Musikpädagoge niederländischer Herkunft.
Sametini studierte Violine bei Bram Eldering, Otakar Ševčík und Eugène Ysaÿe. Als Violinvirtuose wurde er vor allem in Europa durch Konzertreisen in den Niederlanden, Belgien, England und Österreich bekannt. Königin Wilhelmina schenkte ihm eine Violine des venezianischen Geigenbauers Sanctus Seraphin. Später lebte er in Chicago und leitete dort das Musikdepartment der Chicago Music College. Zu seinen Schülern zählten u. a. Harry Adaskin, Oliver Colbentson, George Perlman, Aaron Rosand, Silvestre Revueltas und Guila Bustabo. In den 1940er Jahren trafen sich in seiner Wohnung in Chicago die Größen der Kammermusik wie Jascha Heifetz, Mischa Elman, Eugène Ysaÿe, Georges Enesco, Bronisław Huberman, Efrem Zimbalist, Joseph Szigeti, Pablo Casals und Fritz Kreisler.